# Окулов, Алексей Матвеевич
Алексе́й Матве́евич Оку́лов  (1766—1821) — генерал-майор, действительный статский советник, Олонецкий, Архангельский и Херсонский губернатор.

## Биография
Родился в семье премьер-майора Матвея Герасимовича Окулова (1734—21.09.1819), дворянского депутата Богородского округа, и Анны Алексеевны, урожденной княжны Кропоткиной (1747—1816).
По окончании курса в Московском университетском пансионе Окулов поступил в военную службу в Преображенский лейб-гвардии полк. Дослужившись до генерал-майорского чина, А. М. Окулов перешёл на гражданскую службу, и, переименованный в действительные статские советники, был назначен в 1801 году олонецким, в 1802 году — архангельским, а в 1803 году — херсонским губернатором.
Ему принадлежит работа «Рассуждение о свойстве и силе воздуха», читал он её на публичном собрании в университете в 1782 году, а отдельной брошюрой издал в 1783 году. Выйдя в отставку в 1805 году, поселился в Москве в доме отца.
Скончался в Москве 16 декабря 1821 года и был похоронен на кладбище Донского монастыря.

О его кончине А. Я. Булгаков писал брату:
Бедный Окулов вчера скончался. Вся семья в отчаянии. Я у них был еще во вторник к вечеру, ужинал там. Он только что занемог, пренебрег болезнью. Доктор Рашка уверял за час до кончины, что нет опасности. Наконец вдруг объявил, что нет надежды. Сделали консилиум. Пфеллер взял за пульс, и в ту минуту больного не стало... Иду на похороны бедного Окулова. Я был там с Вяземским, бедная Софья, с самой кончины отца до этого часу все в беспамятстве, очень боятся за её разум, а мать одно твердит, что желает лишиться всех детей и также умереть. Ужасно смотреть на них. Одна Аннета, старшая, воспитывавшаяся в Смольном, сохранила бодрость и за всеми ухаживает.

## Семья
Брат генерала М. М. Окулова.
С 1790 года был женат на фрейлине Прасковье Семеновне Хвостовой (1769—1864), дочери майора Семена Ивановича Хвостова (1731—1799) и Дарьи Николаевны Матюшкиной (1736—1773), внучки по матери графа Г. П. Чернышёва. В браке имели детей:
- Семен Алексеевич (26.12.1790—25.01.1791)
- Матвей Алексеевич (1791—1853), выпускник Пажеского корпуса, камер-паж, участник войны 1812 года, с 1824 года подполковник, полковник, с 1829 года генерал в отставке, камергер. Женат на Анастасии Воиновне Нащокиной (1787—07.09.1862), дочери генерала Воина Васильевича Нащокина и сестре Павла Воиновича Нащокина — мецената и коллекционера. Умерла от рака груди в Париже, похоронена в Москве.
- Александр Алексеевич (1792—1813), выпускник Пажеского корпуса, штаб-ротмистр Сумского полка, погиб в бою, тело не найдено.
- Анна Алексеевна (1794—1861), выпускница Екатерининского института, с 1836 года фрейлина, камер-фрейлина, кавалерственная дама.
- Софья Алексеевна (1795—1872), не замужем.
- Ипполит Алексеевич (19.05.1798—14.06.1801)
- Варвара Алексеевна (1801—1879), не замужем.
- Сергей Алексеевич (1804—1872), штабс-ротмистр, губернский секретарь.
- Елизавета Алексеевна (1805—1886), певица-любительница, с 1836 года замужем за Алексеем Николаевичем Дьяковым (1790—1837), после смерти мужа воспитывала его дочерей от предшествующего брака, в том числе и Александру, в замужестве княгиню Оболенскую.
- Модест Алексеевич (01.12.1810—1828), выпускник Школы Гвардейских подпрапорщиков, служил в лейб-гвардии Егерском полку, участвовал в военных действиях против Турции, погиб в 1828 году, похоронен в г. Коварны.
- Дарья Алексеевна (1811—1865), с 1836 года замужем за полковником Н. П. Шиповым, адресат стихотворения Вяземского.
- Александр Алексеевич (02.05.1816[6]— ?)

## Сочинения
- О свойстве и силе воздуха. — Москва, 1783[7]

### Галерея
- брат — Модест Матвеевич
- жена — Прасковья Семёновна
- сын — Матвей Алексеевич с женой Анастасией Воиновной и сыном Михаилом
- дочь — Анна Алексеевна
- дочь — Елизавета Алексеевна,
- дочь — Дарья Алексеевна (худ. Карл Лаш)